# Gerardus Gul

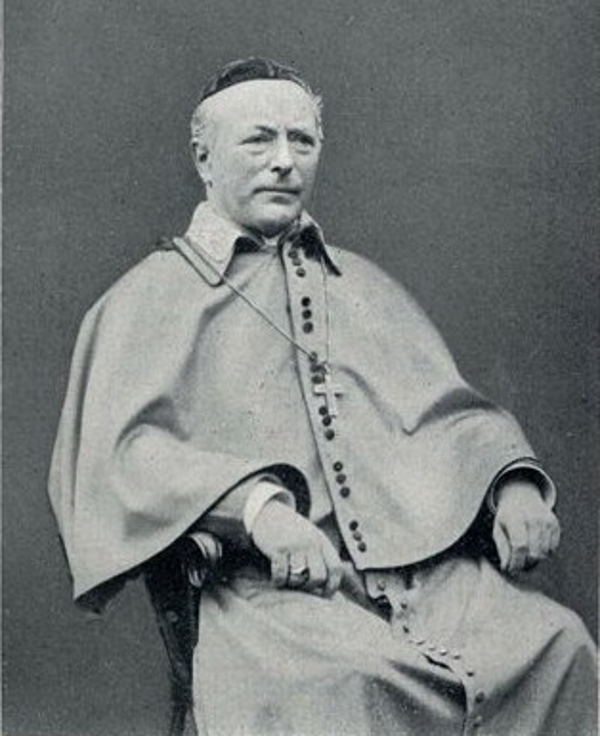
Gerardus Gul

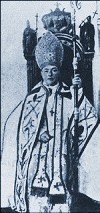
Gerardus Gul

Gerardus Gul, född 27 oktober 1847, död 9 februari 1920 i Utrecht, Nederländerna, var en nederländsk biskop inom Gammalkatolska kyrkan.
Gul tog examen 1870 och jobbade i Amsterdam innan han 1886 blev pastor i Hilversum.
Gul konsekrerades till ärkebiskop av Utrecht den 11 maj 1892.  Många gammalkatoliker och andra katoliker utanför romersk-katolska kyrkan gör anspråk på apostolisk succession genom honom.
Den 29 september 1907 var han huvudkonsekrator av Franciszek Hodur, från Scranton, Pennsylvania, som blev den första biskopen inom Polish National Catholic Church (PNCC). Vigningen ägde rum i Utrecht och han assisterades av Johannes Jacobus van Thiel, biskop av Haarlem, och Nicholas B. P. Spit, biskop av Deventer. 
Den 28 april 1908 vigde ärkebiskop Gul Arnold Harris Mathew till biskop i Storbritannien. Assistenter var även då van Thiel och Spit samt bishop J. Demmel av Bonn. Den 5 oktober 1909 vigde han Jan Maria Michał Kowalski, den förste Minister Generalis hos Mariaviterna.